# Пагмански поточни даждевњак
Пагмански поточни даждевњак (лат. Paradactylodon mustersi, енгл. Paghman stream salamander) је водоземац из реда репатих водоземаца (Caudata) и породице  Hynobiidae. 

## Распрострањење
Ареал врсте је ограничен на једну државу. Авганистан је једино познато природно станиште врсте.

## Станиште
Станиште врсте су слатководна подручја, планински потоци и реке. Врста је по висини распрострањена од 2.440 до 3.750 метара надморске висине.

## Угроженост
Ова врста је крајње угрожена и у великој опасности од изумирања.